# Liste der Schutzgebiete in der Region Abruzzen
Diese Aufstellung listet alle offiziell ausgewiesenen Schutzgebiete in Natur- und Landschaftsschutz (wie z. B. Naturschutzgebiete, Landschaftsschutzgebiete, Nationalparks etc.) in der italienischen Region Abruzzen auf (Stand 11. November 2014). Die Aufstellung folgt der Common Database on Designated Areas der Europäischen Umweltagentur (EEA).
| EUAP- Nummer | Gebietstyp              | Gebietsname                                                  | CDDA- Sitecode | IUCN- Kategorie | Fläche in ha | Koordinate                       | Jahr der Ausweisung | Bild |
| ------------ | ----------------------- | ------------------------------------------------------------ | -------------- | --------------- | ------------ | -------------------------------- | ------------------- | ---- |
| EUAP0013     | Nationalpark            | Parco nazionale della Maiella                                | 64513          | II              | 62838        | 42° 3′ 42,6″ N, 14° 4′ 3,1″ O    | 1991                |      |
| EUAP0022     | Naturreservat           | Riserva naturale Feudo Intramonti                            | 31152          | Ia              | 908          | 41° 48′ 17,3″ N, 13° 53′ 48,8″ O | 1972                |      |
| EUAP0029     | Naturschutzgebiet       | Riserva naturale Pineta di Santa Filomena                    | 31154          | IV              | 20           | 42° 29′ 53,8″ N, 14° 10′ 46″ O   | 1977                |      |
| EUAP0030     | Naturreservat           | Riserva naturale Quarto Santa Chiara                         | 31156          | Ia              | 485          | 41° 55′ 44,6″ N, 14° 6′ 18,4″ O  | 1982                |      |
| EUAP0028     | Naturschutzgebiet       | Riserva naturale Piana Grande della Majelletta               | 31157          | IV              | 366          | 42° 9′ 26,6″ N, 14° 5′ 44,3″ O   | 1982                |      |
| EUAP0020     | Naturschutzgebiet       | Riserva naturale del Lago di Campotosto                      | 31160          | IV              | 1600         | 42° 32′ 3,7″ N, 13° 21′ 59″ O    | 1984                |      |
| EUAP0024     | Naturschutzgebiet       | Riserva naturale Lama Bianca di Sant' Eufemia a Maiella      | 31161          | IV              | 1300         | 42° 6′ 15,3″ N, 14° 3′ 48,8″ O   | 1987                |      |
| EUAP0019     | Naturreservat           | Riserva naturale Colle di Licco                              | 83408          | Ia              | 95           | 41° 46′ 25,7″ N, 13° 53′ 33,6″ O | 1971                |      |
| EUAP0026     | Naturschutzgebiet       | Riserva naturale Monte Velino                                | 20711          | IV              | 3550         | 42° 9′ 9,5″ N, 13° 23′ 31,4″ O   | 1987                |      |
| EUAP0027     | Naturreservat           | Riserva naturale Pantaniello                                 | 5907           | Ia              | 2            | 41° 48′ 51″ N, 13° 59′ 6,1″ O    | 1972                |      |
| EUAP0023     | Naturschutzgebiet       | Riserva naturale Feudo Ugni                                  | 14672          | IV              | 1563         | 42° 7′ 40″ N, 14° 9′ 37,6″ O     | 1981                |      |
| EUAP0021     | Naturschutzgebiet       | Riserva naturale Fara San Martino Palombaro                  | 14673          | IV              | 4202         | 42° 5′ 38,8″ N, 14° 9′ 18,4″ O   | 1983                |      |
| EUAP0025     | Naturschutzgebiet       | Riserva naturale Monte Rotondo                               | 14674          | IV              | 1452         | 42° 11′ 11,9″ N, 13° 52′ 58,7″ O | 1982                |      |
| EUAP0031     | Naturreservat           | Riserva naturale Valle dell’Orfento                          | 5959           | Ia              | 1920         | 42° 7′ 52,6″ N, 14° 5′ 12″ O     | 1971                |      |
| EUAP0032     | Naturreservat           | Riserva naturale Valle dell’Orfento II                       | 178824         | Ia              | 320          | 42° 9′ 48″ N, 14° 1′ 6,6″ O      | 1972                |      |
| EUAP0173     | Naturschutzgebiet       | Parco regionale naturale del Sirente - Velino                | 32704          | IV              | 56450        | 42° 9′ 30,7″ N, 13° 35′ 25,9″ O  | 1989                |      |
| EUAP1204     | Naturschutzgebiet       | Riserva naturale controllata Grotta delle Farfalle           | 390455         | IV              | 510          | 42° 16′ 22,4″ N, 14° 27′ 58″ O   | 2007                |      |
| EUAP1201     | Naturschutzgebiet       | Riserva naturale controllata Lago San Domenico               | 390466         | IV              | 30           | 41° 56′ 22,9″ N, 13° 49′ 55,8″ O | 2005                |      |
| EUAP1202     | Naturschutzgebiet       | Riserva naturale controllata Borsacchio                      | 390453         | IV              | 1100         | 42° 42′ 0,4″ N, 13° 58′ 40,6″ O  | 2005                |      |
| EUAP1203     | Naturschutzgebiet       | Riserva naturale controllata Grotte di Luppa                 | 390440         | IV              | 30           | 42° 7′ 9,1″ N, 13° 9′ 22,3″ O    | 2005                |      |
| EUAP0244     | Naturschutzgebiet       | Riserva naturale speciale delle Grotte di Pietrasecca        | 161977         | IV              | 110          | 42° 8′ 21,5″ N, 13° 7′ 46,7″ O   | 1992                |      |
| EUAP1164     | Landschaftsschutzgebiet | Riserva naturale di interesse provinciale Pineta Dannunziana | 178881         | V               | 56           | 42° 27′ 13,7″ N, 14° 14′ 7,3″ O  | 2000                |      |
| EUAP1166     | Naturschutzgebiet       | Riserva naturale guidata Cascate del Verde                   | 178883         | IV              | 288          | 41° 55′ 24″ N, 14° 18′ 59,6″ O   | 2001                |      |
| EUAP0248     | Naturschutzgebiet       | Riserva naturale guidata delle Sorgenti del Fiume Pescara    | 15298          | IV              | 49           | 42° 10′ 6,1″ N, 13° 49′ 16,4″ O  | 1986                |      |
| EUAP0246     | Naturschutzgebiet       | Riserva naturale controllata Lago di Penne                   | 15299          | IV              | 150          | 42° 26′ 34,8″ N, 13° 53′ 34,5″ O | 1987                |      |
| EUAP1093     | Naturschutzgebiet       | Riserva naturale guidata Monte Salviano                      | 178905         | IV              | 722          | 42° 1′ 15,1″ N, 13° 24′ 12,9″ O  | 1999                |      |
| EUAP1165     | Naturschutzgebiet       | Riserva naturale guidata Lecceta di Torino di Sangro         | 178906         | IV              | 165          | 42° 13′ 31,3″ N, 14° 32′ 50,6″ O | 2001                |      |
| EUAP1091     | Naturschutzgebiet       | Riserva naturale guidata Gole di S. Venanzio                 | 178848         | IV              | 1107         | 42° 7′ 7,6″ N, 13° 47′ 8,5″ O    | 1998                |      |
| EUAP0542     | Landschaftsschutzgebiet | Riserva naturale guidata del Fiume Vera                      | 15296          | V               | 30           | 42° 22′ 22,2″ N, 13° 27′ 30″ O   | 1983                |      |
| EUAP1205     | Naturschutzgebiet       | Riserva naturale controllata Punta dell'Acquabella           | 390456         | IV              | 28           | 42° 20′ 11,4″ N, 14° 25′ 12,3″ O | 2007                |      |
| EUAP1206     | Naturschutzgebiet       | Riserva naturale controllata Ripari di Giobbe                | 390457         | IV              | 35           | 42° 22′ 25,1″ N, 14° 23′ 7,7″ O  | 2007                |      |
| EUAP1207     | Naturschutzgebiet       | Riserva naturale controllata Marina di Vasto                 | 390458         | IV              | 57           | 42° 5′ 4,6″ N, 14° 44′ 34,3″ O   | 2007                |      |
| EUAP1069     | Naturschutzgebiet       | Riserva naturale guidata Abetina di Rosello                  | 178867         | IV              | 211          | 41° 52′ 59,6″ N, 14° 21′ 27,2″ O | 1997                |      |
| EUAP1070     | Naturschutzgebiet       | Riserva naturale guidata Gole del Sagittario                 | 178868         | IV              | 354          | 41° 58′ 54,3″ N, 13° 48′ 18,6″ O | 1997                |      |
| EUAP1088     | Naturschutzgebiet       | Riserva naturale guidata Calanchi di Atri                    | 178869         | IV              | 380          | 42° 34′ 25,1″ N, 13° 57′ 46″ O   | 1995                |      |
| EUAP1089     | Naturschutzgebiet       | Riserva naturale guidata Monte Genzana e Alto Gizio          | 178870         | IV              | 3160         | 41° 56′ 57,4″ N, 13° 56′ 5,6″ O  | 1996                |      |
| EUAP1090     | Naturschutzgebiet       | Riserva naturale guidata Punta Aderci                        | 178871         | IV              | 285          | 42° 10′ 47,5″ N, 14° 40′ 16,2″ O | 1998                |      |
| EUAP1092     | Naturschutzgebiet       | Riserva naturale guidata Bosco di Don Venanzio               | 178920         | IV              | 78           | 42° 8′ 55,1″ N, 14° 38′ 46,2″ O  | 1999                |      |
| EUAP0245     | Naturschutzgebiet       | Riserva naturale controllata Castel Cerreto                  | 161965         | IV              | 70           | 42° 33′ 40,8″ N, 13° 45′ 31,8″ O | 1991                |      |
| EUAP0247     | Naturschutzgebiet       | Riserva naturale controllata Lago di Serranella              | 161983         | IV              | 300          | 42° 7′ 54,6″ N, 14° 22′ 7,7″ O   | 1990                |      |
| EUAP0249     | Naturschutzgebiet       | Riserva naturale guidata Zompo lo Schioppo                   | 32677          | IV              | 1025         | 41° 50′ 18,6″ N, 13° 23′ 25,4″ O | 1987                |      |
| EUAP0415     | Landschaftsschutzgebiet | Parco territoriale attrezzato del Fiume Fiumetto             | 161972         | V               | 74           | 42° 33′ 5,8″ N, 13° 41′ 0,6″ O   | 1990                |      |
| EUAP0990     | Naturschutzgebiet       | Naturschutzgebiet Oasi naturale Abetina di Selva Grande      | 178946         | IV              | 550          | 41° 53′ 46,2″ N, 14° 24′ 46,3″ O | 1996                |      |
| EUAP0545     | Landschaftsschutzgebiet | Parco territoriale attrezzato dell'Annunziata                | 178947         | V               | 50           | 42° 14′ 16,2″ N, 14° 16′ 16,3″ O | 1991                |      |
| EUAP1095     | Landschaftsschutzgebiet | Parco territoriale attrezzato del Fiume Vomano               | 178948         | V               | 335          | 42° 34′ 56,6″ N, 13° 36′ 41,1″ O | 1995                |      |
| EUAP1094     | Landschaftsschutzgebiet | Parco territoriale attrezzato Sorgenti solfuree del Lavino   | 161944         | V               | 38           | 42° 14′ 44,9″ N, 14° 1′ 5,4″ O   | 1987                |      |
| EUAP0416     | Landschaftsschutzgebiet | Parco territoriale attrezzato di Vicoli                      | 162028         | V               | 10           | 42° 20′ 40″ N, 13° 53′ 24,9″ O   | 1990                |      |
| EUAP1226     | Naturschutzgebiet       | Area marina protetta Torre del Cerrano                       | 390446         | IV              | 3431         | 42° 35′ 47″ N, 14° 7′ 4,4″ O     | 2009                |      |